# Anomalie (Astronomie)
Die Anomalie ist in der Astronomie und Himmelsmechanik der momentane Winkel eines Himmelskörpers zur Periapsis.
- als im Schwerpunkt des Systems (dem Brennpunkt der Ellipse) gemessene Anomalien:
  - Die wahre Anomalie gibt die ungleichförmige Bewegung auf einer Ellipsenbahn an.
  - Die mittlere Anomalie gibt die gleichförmige Bewegung eines fiktiven Himmelskörpers an und repräsentiert den gleichmäßigen Zeitverlauf.
- Die exzentrische Anomalie geht als Hilfsgröße in die Kepler-Gleichung ein und gibt den Winkel im die Ellipse umschreibenden Kreis an.

Weil die Anomalie die wahre Bahnperiode (relativ, im Zweikörpersystem) darstellt, nennt man die von Periapsis zu Periapsis gemessene Umlaufzeit „anomalistisch“. Diese sind insbesondere:
- das anomalistische Jahr (zwischen zwei Perihel-Durchgängen der Erde): 365,26 Tage;
- der anomalistische Monat (zwischen zwei Perigäum-Durchgängen des Mondes): 27,55 Tage.